# Лихоманенко Сергій Вікторович
Лихоманенко Сергій Вікторович (позивний «Маестро») — український військовослужбовець, лейтенант, військовослужбовець 5-ї окремої штурмової бригади Збройних Сил України, начальник відділення комунікацій 5 ОШБр, журналіст, культурний діяч. Диригент Харківської обласної філармонії[ангажоване джерело]. Лауреат міжнародних музичних конкурсів[джерело?].

## Освіта
Народився 1982 року. Закінчив навчально-науковий інститут журналістики Київського національного університету імені Тараса Шевченка у 2003 році. У 2004—2006 роках навчався в Академії адвокатури України за спеціальністю «Правознавство». У 2022 році завершив магістратуру Харківського національного університету мистецтв за спеціальністю «Музичне мистецтво», клас професора Юрія Янка.

## Життєпис
Працював журналістом, редактором, телеведучим, головним редактором, керівником пресслужб та відділів маркетингу у державних і комерційних структурах. Має досвід у сферах стратегічних комунікацій, SMM, SEO та використання штучного інтелекту в інформаційній діяльності[первинне джерело].
Із 2010-х років активно виступав як диригент симфонічних оркестрів. Був головним диригентом Київського обласного академічного музично-драматичного театру імені П. Саксаганського, диригентом Молодіжного академічного симфонічного оркестру «Слобожанський» у Харкові.
Після початку повномасштабного вторгнення Росії у 2022 році добровільно вступив до лав територіальної оборони Києва, служив бойовим медиком у 204-му батальйоні 241-ої окремої бригади територіальної оборони. Згодом приєднався до 5-ї окремої штурмової бригади ЗСУ. Учасник бойових дій на Донеччині.

## Творча діяльність
У 2025 році Сергій Лихоманенко ініціював і реалізував культурно-благодійну ініціативу «Ода стійкості — Симфонія свободи під час випробувань»[первинне джерело] — серію концертів сучасної української симфонічної музики у містах України, спрямовану на підтримку Збройних Сил України.
З 2019 до початку повномасштабного вторгнення Росії в Україну у 2022 році був диригентом та художнім керівником експериментального оркестру Eclectic Sound Orchestra[відсутнє в джерелі], відомого колективу, який працював зі світломузичними шоу із використанням імерсивних технологій у Київському планетарії та галереї живих картин ArtArea в Києві[неавторитетне джерело].
У 2020 та 2019 роках реалізував низку культурно-мистецьких проєктів за підтримки Українського культурного фонду.
У 2021 році виступив диригентом-постановником мультимедійного відеопроєкту «Українка 1.5.0» до 150-річчя від дня народження Лесі Українки, де вперше було виконано вокально-симфонічну поему «Сім струн» сучасного українського композитора Влада Солодовникова на слова поетеси.
У 2020 році продюсував та був диригентом проєкту «Фолк Билиця в царині Джазу»[відсутнє в джерелі], у якому було представлено однойменний музично-візуальний твір із використанням відновлених автентичних українських музичних інструментів.
У 2020—2019 роках курував проєкт «Код Косенка»[відсутнє в джерелі], присвячений постаті українського композитора Віктора Косенка, де були представлені оркестрові версії його циклу «11 етюдів у формі старовинних танців».
У 2018 році започаткував інтерактивний просвітницький проєкт «Оркестр — дітям» на базі Молодіжного академічного симфонічного оркестру «Слобожанський»[первинне джерело].
У 2012—2017 роках організовував і очолював фестиваль «Таланти нації»[відсутнє в джерелі], який щорічно проходив у Колонній залі Київської міської ради та був орієнтований на підтримку молодих виконавців віком від 8 до 24 років.

## Міжнародна творча діяльність
Сергій Лихоманенко активно співпрацює з композиторами з різних країн світу.
У співпраці з італійським композитором Ґабрієле Денаро було створено твір — Концерт для фортепіано з оркестром № 1 «Україна», прем'єра якого відбулася у Києві[неавторитетне джерело].
Разом із лівансько-українським композитором і піаністом із США Джонні Хашемом був створений симфонічний твір «Яків і Рахиль — історія кохання», також виконаний під керівництвом Лихоманенка[неавторитетне джерело].
Лихоманенко також співпрацював з арабським композитором Ребалом Алкгодарі, беручи участь у реалізації міжнародних музичних проектів, спрямованих на розвиток сучасної академічної музики.

## Громадська діяльність
- З 2023 року — співзасновник благодійного фонду «Волонтерський штаб 5 окремої штурмової бригади».
- З 2021 року — президент громадської спілки «Національна музична гільдія України».
- З 2018 року — академік Української кіноакадемії[17][відсутнє в джерелі].
- З 2017 року — член Президії Всеукраїнської асоціації джазу[18][відсутнє в джерелі].
- З 2011 року — засновник благодійного фонду «Київ Гранд Класік»[19][відсутнє в джерелі].
- У 2011 році — автор і ведучий телепрограм «PRO Маркетинг» та «Нерухомість та будівництво» на телеканалі UBC[20][відсутнє в джерелі].
- У 2008—2012 роках — співзасновник і заступник головного редактора журналу «Української будівельної асоціації».
- У 2005—2008 роках — член правління Всеукраїнського юридичного прес-клубу.
- У 2005 році — віце-президент Всеукраїнської громадської організації «Всеукраїнська ліга зі зв'язків із громадськістю», голова комісії з питань членства, етики та правових питань.

## Фільмографія

### Музичний продюсер кінофільмів
- 2019 — документальний фільм Історія незалежності України
- 2018 — документальний фільм Від Данила до Вітовта
- 2016 — художній фільм Чунгул[21][первинне джерело]

## Нагороди
- Медаль «За військову службу Україні» — нагороджений згідно з Указ Президента України № 162/2025 від 14 березня 2025 року[22].
- Відзнака Міністра оборони України «Воєнний хрест» — 14 січня 2025 року.
- Почесний нагрудний знак «Золотий хрест» Головнокомандувача ЗСУ — 20 квітня 2023 року, наказ № 825.
- Лауреат міжнародних музичних конкурсів у номінаціях оркестрового та симфонічного диригування.